# Mesoraca
Mesoraca is een gemeente in de Italiaanse provincie Crotone (regio Calabrië) en telt 6885 inwoners (31-12-2004). De oppervlakte bedraagt 93,5 km², de bevolkingsdichtheid is 76,2 inwoners per km².
De volgende frazioni maken deel uit van de gemeente: Filippa.

## Demografie
Mesoraca telt ongeveer 2196 huishoudens. Het aantal inwoners daalde in de periode 1991-2001 met 5,1% volgens cijfers uit de tienjaarlijkse volkstellingen van ISTAT.
| Jaar | Inwoneraantal |
| ---- | ------------- |
| 1991 | 7510          |
| 2001 | 7125          |

## Geografie
De gemeente ligt op ongeveer 415 m boven zeeniveau.
Mesoraca grenst aan de volgende gemeenten: Belcastro (CZ), Cutro, Marcedusa (CZ), Petilia Policastro, Petronà (CZ), Roccabernarda, Taverna (CZ), Zagarise (CZ).